# Pseudoeurycea juarezi
Pseudoeurycea juarezi är en groddjursart som beskrevs av Philip J. Regal 1966. Pseudoeurycea juarezi ingår i släktet Pseudoeurycea och familjen lunglösa salamandrar. IUCN kategoriserar arten globalt som akut hotad. Inga underarter finns listade i Catalogue of Life.